# Mikk-Mihkel Arro
Pour les articles homonymes, voir Arro.
Mikk-Mihkel Arro, né le 28 mars 1984, est un athlète estonien, spécialiste du décathlon.
Sa meilleure performance est de 7 779 points, obtenus à Szczecin le 28 juin 2009.